# Chris Vos
Chris Vos (Haarlem, 25 februari 1998) is een Nederlandse snowboarder.

## Sportieve loopbaan
Als gevolg van een zwaar ongeval op vijfjarige leeftijd heeft Vos een plexusletsel. Dat houdt in dat zijn rechterbeen van lies tot voet geheel verlamd is. Tevens mist hij zijn rechter dikke bilspier. Met behulp van speciale ortheses kan hij lopen, snowboarden en andere extreme sporten beoefenen.
In 2010 deed Vos mee aan het televisieprogramma Cappies Award van de TROS met Lucille Werner. Het televisieprogramma liet zien wat kinderen met een lichamelijke beperking wel kunnen in plaats van wat zij niet kunnen.
Vos maakte in april 2011 zijn debuut tijdens de World Cup snowboarden in Ocieres (Frankrijk). Hij kwalificeerde zich voor de Paralympische winterspelen in Sotsji in 2014 door in november tijdens een Europacupwedstrijd in Landgraaf vierde te worden. In datzelfde seizoen haalde Vos in Copper Mountain (Verenigde Staten) nogmaals de limiet voor kwalificatie Sotsji 2014. Vos was tijdens de Paralympische Winterspelen de jongste Nederlandse debutant. In Sotsji eindigde hij op plaats 13 in een deelnemersveld van 33 atleten. De gemiddelde leeftijd van de atleten was 24 jaar. Vos was 15 jaar oud. 
In 2013 werd Vos Junior Wereldkampioen bij de Rookies Para Snowboarden.De Johan Cruyff Foundation koos Chris voor zijn inzet en voorbeeldfunctie als Ambassadeur voor de Foundation. Hij werd ingezet bij televisieprogramma's en interviews. Daarnaast maakte hij deel uit van "de 14 van Johan Cruyff".
In 2014 ontving hij van de gemeente Beemster, de sportpenning voor zijn voorbeeldfunctie en behaalde wereldtitel bij de rookies.
Vos werd in 2015 vanwege zijn prestatie op de Paralympische Spelen uitgenodigd voor de X Games (Extreme Games). Bij dit jaarlijks in Aspen (Verenigde Staten) gehouden, door de televisiezender ESPN georganiseerde, evenement kunnen alleen atleten mee doen die worden uitgenodigd. Vos haalde de finale en werd uiteindelijk achtste. In 2016 werd Vos wederom uitgenodigd voor dit evenement.
In 2015 werd Vos in La Molina (Spanje) wereldkampioen op de onderdelen Boardercross en Banked Slalom. In 2017 werd hij opnieuw wereldkampioen op deze onderdelen. Door deze prestatie mocht Vos op beide onderdelen deelnemen aan de Paralympische Winterspelen 2018 in het Zuid-Koreaanse Pyeongchang. Op deze spelen behaalt Vos de zilveren medaille. 
Vos heeft een relatie met snowboarder Lisa Bunschoten. Samen droegen zij de Nederlandse vlag tijdens de openingsceremonie van de Paralympische Winterspelen 2022. Vos won daar een zilveren medaille op de banked slalom (SB-LL1).

## Belangrijkste resultaten

### Paralympische Junior WK
| Jaar | Plaats  | Resultaten      |
| ---- | ------- | --------------- |
| 2012 | Ocieres | Snowboard cross |

### Paralympische Winterspelen
| Jaar | Plaats      | Resultaten                |
| ---- | ----------- | ------------------------- |
| 2014 | Sotsji      | plaats 13 Snowboard cross |
| 2018 | Pyeongchang | Snowboard cross           |
| 2022 | Peking      | Banked slalom             |

### Paralympisch WK Snowboarden
| Jaar | Plaats    | Resultaten    |
| ---- | --------- | ------------- |
| 2015 | La Molina | Boardercross  |
| 2015 | La Molina | Banked Slalom |
| 2017 | Big White | Boardercross  |
| 2017 | Big White | Banked Slalom |
| 2019 | Pyha      | Boardercross  |
| 2019 | Pyha      | Banked Slalom |

### Overall World Cup winner Snowboarden
| Jaar | Plaats    | Resultaten          |
| ---- | --------- | ------------------- |
| 2015 | La Molina | Banked/Boardercross |
| 2016 | Predazzo  | Banked/Boardercross |

### X Games Snowboardcross
| Jaar | Plaats | Resultaten               |
| ---- | ------ | ------------------------ |
| 2015 | Aspen  | Plaats 8 Snowboard cross |
| 2016 | Aspen  | Plaats 9 Snowboard cross |